# Свобода (връх)
Вижте пояснителната страница за други значения на Свобода.
Свобода (до 12 февруари 1971 г. Ени хан баба, Ениханбаба, Ени хан тепе, Енихантепе, от 1946 до 1971 г. неофициално Момчил) e връх в планината Родопи висок 1915 m. Намира се в Преспанския дял на Средните Родопи между селата Стърница, Босилково, Манастир северно от по-голямото село Давидково в община Баните, област Смолян, изходен пункт за качването му е хижа Свобода, до която се стига по нов асфалтов път. Към върха има благоустроена пътека с 604 стъпала, изкачването е около половин час. Има и туристически маршрут до върха, който започва от село Давидково. Започва по чакълестия път в края на селото в северна посока преминава през махала Превала и се стига до равнинната местност „Бъза“, над местността „Честока“ широкият път свършва и се поема на северозапад по билото през гората, стига се до хижа „Свобода“ и от там по алеята със стъпала.
Според Васил Дечов при теренни обхождания на връх Момчил се установява старо тракийско светилище от 11 – 7 век пр. Хр. възможно споменатото от Херодот най-голямо светилище на Дионисий, а грамадните камъни на върха може да са използвани за астрономически наблюдения и предсказания още в праисторическата епоха. Върху археологическия паметник е издигнато силно спорното новопостроено тюрбе на Енихан баба. Според кмета на с. Давидково Севда Чолакова местността е описана от Херодот като светилище на бог Дионис. Тук векове родопчани и българите-християни и българите-мюсюлмани лете са излизали на курбан. На връха е издигната плоча в памет на Момчил войвода, строшена от неизвестни лица, днес тя възстановена и отново стои на върха.